# Eli Marom
Eli (Eli'ezer) Marom (hebrejsky אלי מרום‎, * 13. listopadu 1955) je izraelský admirál a bývalý velitel Izraelského vojenského námořnictva.

## Biografie
Narodil se v mošavu Sde Eli'ezer v horní Galileji. Jeho rodiče se seznámili v Číně, kde Maromův otec žil během druhé světové války jako uprchlík. Jeho babička z otcovy strany byla ruská Židovka, která emigrovala do Číny a děda byl Číňan, který konvertoval k judaismu. Eli Marom studoval námořní inženýrství na Izraelské námořní škole v Akku a svou kariéru u izraelského námořnictva zahájil v roce 1975 po dokončení námořního důstojnického kurzu. Kromě toho vystudoval Harvard Business School a magisterský obor sociologie na Haifské univerzitě.
V průběhu své kariéry zastával většinu vedoucích pozic v izraelském námořnictvu. Podle listu Haaretz je Marom uznáván za své velící schopnosti, avšak starosti nad jeho charakterem údajně vedly k tomu, že byl v roce 2004 přeskočen při výběru velitele námořnictva. Na tuto funkci byl nakonec jmenován v roce 2007. Z této pozice měl na starost rehabilitaci námořnictva po druhé libanonské válce z roku 2006, které utrpělo na své pověsti díky raketovým útokům Hizballáhu na INS Hanit.
V březnu 2009 se Marom zapletl do skandálu poté, co byl chycen na party ve strip klubu v Tel Avivu. Poslanec Nachman Šaj (Kadima) Maroma vyzval k rezignaci a náčelník Generálního štábu Gabi Aškenazi udělil Maromovi ústní výtku za jeho chování. Aškenazi nicméně svou výtku nepřipojil k Maromovým osobním záznamům.
Je ženatý a se svou manželkou Orou má tři děti.